# Museu alemany de la viticultura
El Deutsches Weinbaumuseum, en català Museu alemany de la viticultura, situat a Oppenheim, Rheinhessen (Alemanya) és un museu privat, especialitzat i dedicat per complet a la viticultura i cultura del vi.
El museu va ser fundat pels amics i productors de vi Verein der Freunde und Förderer des Deutschen Weinbaumuseum eV any 1980. És una institució que s'ocupa de la promoció d'estudis, esdeveniments culturals i exposicions destinades a millorar la cultura i l'economia del vi i de la  vinya.
A través de les sedes col·leccions arqueològiques, etnogràfiques i artístiques, el museu ofereix informació sobre el paper del vi en la cultura alemanya, on el vi sempre ha estat molt valorat no només per les seves propietats i gust, sinó també com un producte cultural.

## Edifici
El museu del vi és a l'antiga "Casa de l'Orde Teutònic", un històric Hospital Civil, que més tard es va convertir en Universitat Popular de la Comunitat. L'edifici va ser construït en 1746 i es caracteritza per un disseny elegant de llenguatge clàssica, inspirat en el primer estil barroc francès. Té dos pisos i una teulada de copete (anomenada de vegades teulada francès o de mansarda). La façana central és tripartida coronada amb un frontó triangular, destacant només l'encoixinat que adorna els suports.
Durant segles, Oppenheim va tenir un paper destacat en la viticultura per la seva situació a la vall del Rin, envoltada de vinyes. El museu promociona la cultura del vi mitjançant la combinació d'instal·lacions exteriors i interiors. 5.000 m² de superfície d'exposició repartits en les tres plantes de l'edifici del barroc tardà, una casa adjunta i dues àrees a l'aire lliure, mostren 2000 anys de viticultura a Alemanya.